# Ariadne

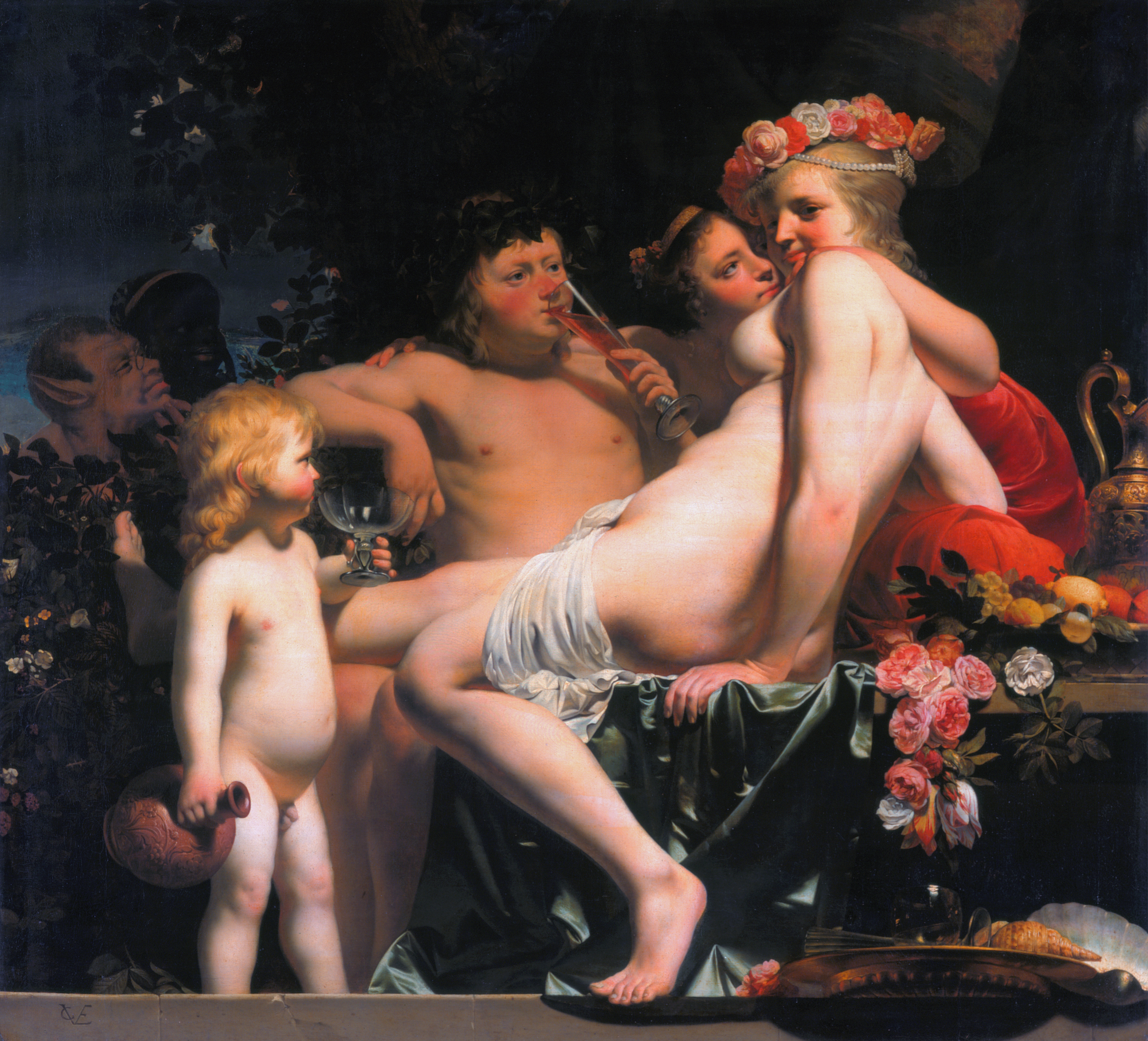
Họa phẩm về nàng Ariadne

Ariadne (/ˌæriˈædni/; tiếng Hy Lạp: Ἀριάδνη; tiếng Latinh: Ariadne) là công chúa xứ Crete trong thần thoại Hy Lạp. Cô chủ yếu liên quan đến mê cung vì sự tham gia của cô trong các câu chuyện thần thoại về Minotaur và Theseus. Cô được biết đến nhiều nhất vì đã giúp Theseus thoát khỏi Minotaur nhưng bị anh bỏ rơi trên đảo Naxos; sau đó, cô trở thành vợ của Dionysus. (Có nhiều phiên bản khác về câu chuyện thần thoại của cô.)

## Gia đình
Ariadne là con gái của Minos, vua của xứ Crete, con trai của vị thần Zeus, và Pasiphaë, hoàng hậu của Minos, con gái của thần mặt trời Helios. Ariadne là chị của Acacallis, Androgeus, Deucalion, Phaedra, Glaucus, Xenodice và Catreus. Cô cũng là người chị cùng mẹ khác cha của Minotaur.
Ariadne kết hôn với Dionysus và sau đó sinh ra Staphylus, Oenopion, Thoas, Euanthes và Maron.

## Thần thoại
Sau khi con trai của mình bị người Athen giết chết, vua Minos đã mở một cuộc chiến tranh chinh phạt Athen và đã giành chiến thắng. Sau đó, ông ra lệnh trừng phạt người Athen bằng cách bắt họ hàng năm phải giao nộp 7 người thanh niên và 7 người phụ nữ trẻ tuổi đến xứ Crete để hiến tế trong mê cung bên dưới cung điện của Minos, để cho một con quái vật đầu bò mình người Minotaur nuốt chửng. Cứ thế, lời nguyền hung ác này hàng năm lại tạo ra biết bao nhiêu sợ hãi và nước mắt cho dân Athen.
Hoàng tử Theseus, con trai của Aegeus, vua Athen bấy giờ trở thành người ngẫu nhiên được chọn (có dị bản nói là chàng tự nguyện). Vị anh hùng Theseus không mang tâm lý nộp mạng, anh hứa với vua cha là mình sẽ giết được Minotaur và thành công trở về. Trước khi đi, anh vẫn không quên nghe theo lời của vị tiên tri và thiết lập giao kèo với nữ thần Aphrodite, nữ thần tình yêu và sắc đẹp, để được thần bảo hộ. Khi đến xứ Crete, Theseus ngay lập tức được Aphrodite giúp đỡ, anh lọt vào mắt xanh của Ariadne. Vì quá yêu Theseus, yêu đến say đắm cuồng dại, Ariadne quyết tâm giúp đỡ Theseus đối phó với Minotaur.
Để giúp Theseus, Ariadne đã cho chàng một cuộn chỉ được nối với lối ra, từ đó mà chàng không lạc đường. Ariadne chỉ mong Theseus được bình an thoát ra khỏi mê cung, bỏ trốn và cưới mình nhưng nàng đâu ngờ được rằng, cơn ác mộng kinh hoàng đang chờ đợi nàng phía trước. Sau khi hay tin Theseus giết người anh cùng cha khác mẹ Minotaur và phá hủy mê cung, Ariadne không biết đối mặt như thế nào với cha mẹ, với đất nước. Vừa hận lại vừa yêu Theseus, nàng chỉ còn cách cầu xin Theseus mang nàng theo khi chàng trở về Athen và được Theseus đồng ý cho lên thuyền một cách miễn cưỡng. Trên con thuyền ấy, ngoài Theseus và đồng đội ra, nàng còn thấy một người rất quen, đó chính là Phaera, em gái của nàng, người mà Theseus thật sự yêu.
Khỏi cần bàn cãi ta cũng thấy được tâm trạng rối bời và mệt mỏi của Ariadne lúc này. Thôi thì chuyện cũng đã rồi, nàng chỉ còn biết để mặc cho mọi thứ trôi đi. Khi con tàu của Theseus đến và nghỉ chân tại xứ Naxos, tất cả mọi người đều đã quá mệt, họ ngủ thiếp đi. Ariadne cũng tìm một góc và nhanh chóng chìm vào giấc ngủ sâu. Đến khi tỉnh dậy, nàng hoàn toàn sụp đổ khi thấy mọi người xung quanh đã đi mất. Cả con thuyền, cả những người đồng hành, cả em gái nàng và cả Theseus đều đã bỏ mặc nàng ở lại. Nàng đau đớn tột cùng, những hồi ức về việc phản bội cha mẹ và vương quốc, giết chết người anh cùng cha khác mẹ rồi người mình yêu thương lại yêu ngay chính em gái của mình. Nàng tự nhủ rằng, những thứ mình làm liệu có xứng đáng hay không.
Trong lúc đang ở trạng thái đau buồn cùng cực, nàng gặp được thần rượu nho Dionysus trên xứ Naxos. Dionysus thấy hết và biết hết, thần thấy được những thứ mà Adriadne đã trải qua, hiểu được những điều mà Adriadne đã cảm nhận. Bằng sự chân thành, Dionysus xóa bỏ lời nguyền tình yêu của Aphrodite. Họ đã phải lòng nhau và nảy sinh tình cảm. Để bù đắp cho những tổn thương mà vị công chúa xinh đẹp đã gánh chịu, Dionysus đã đội lên đầu nàng một chiếc vương miện tuyệt đẹp và Corona Borealis, hay còn được gọi là chòm sao Bắc Miện chính là biểu tượng của chiếc vương miện mà Adriadne đã nhận được từ Dionysus trong lễ thành hôn của họ.